# Comuna Penkivka, Șarhorod
Penkivka (în ucraineană Пеньківка) este o comună în raionul Șarhorod, regiunea Vinnița, Ucraina, formată din satele Babîna Dolîna și Penkivka (reședința).

## Demografie
Componența lingvistică a satului Penkivka
     Ucraineană (98,08%)
     Rusă (1,69%)
     Alte limbi (0,15%)
Conform recensământului din 2001, majoritatea populației satului Penkivka era vorbitoare de ucraineană (98,08%), existând în minoritate și vorbitori de rusă (1,69%).